# Nogueras
Nogueras – gmina w Hiszpanii, w prowincji Teruel, w Aragonii, o powierzchni 18,85 km². W 2011 roku gmina liczyła 31 mieszkańców.